# William Nilsson
William Nilsson, né le 24 octobre 2004 en Suède, est un footballeur suédois qui évolue au poste d'attaquant au BK Häcken.

## Biographie

### En club
William Nilsson est formé par le BK Häcken. Il joue son premier match en professionnel lors d'une rencontre d'Allsvenskan le 2 octobre 2022, lors de la saison 2022 contre Varbergs BoIS. Il entre en jeu et les deux équipes se neutralisent (1-1).
Il participe au sacre du BK Häcken, le club remportant le championnat de Suède pour la première fois de son histoire lors de la saison 2022.

## Vie privée
William Nilsson est le fils de Mikael Nilsson, ancien joueur emblématique de l'IFK Göteborg, et de Louise Karlsson, nageuse suédoise.

## Palmarès
BK Häcken
- Championnat de Suède :
  - Champion : 2022.